# Yvias
Yvias é uma comuna francesa na região administrativa da Bretanha, no departamento Côtes-d'Armor. Estende-se por uma área de 11,6 km². Em 2010 a comuna tinha 789 habitantes (densidade: 68 hab./km²).